# Cebiv
Cebiv (en allemand : Zebau) est une commune du district de Tachov, dans la région de Plzeň, en République tchèque. Sa population s'élevait à 269 habitants en 2022.

## Géographie
Cebiv se trouve à 7 km à l'est-nord-est de Černošín, à 25 km à l'est-nord-est de Tachov, à 31 km au nord-nord-ouest de Plzeň et à 109 km à l'ouest-sud-ouest de Prague.
La commune est limitée par Konstantinovy Lázně au nord, par Křelovice à l'est, par Kšice au sud-est, par Záchlumí au sud, et par Horní Kozolupy à l'ouest.

## Histoire
La première mention écrite du village date de 1115.

## Administration
La commune se compose de deux sections :
- Bezemín
- Cebiv

## Galerie

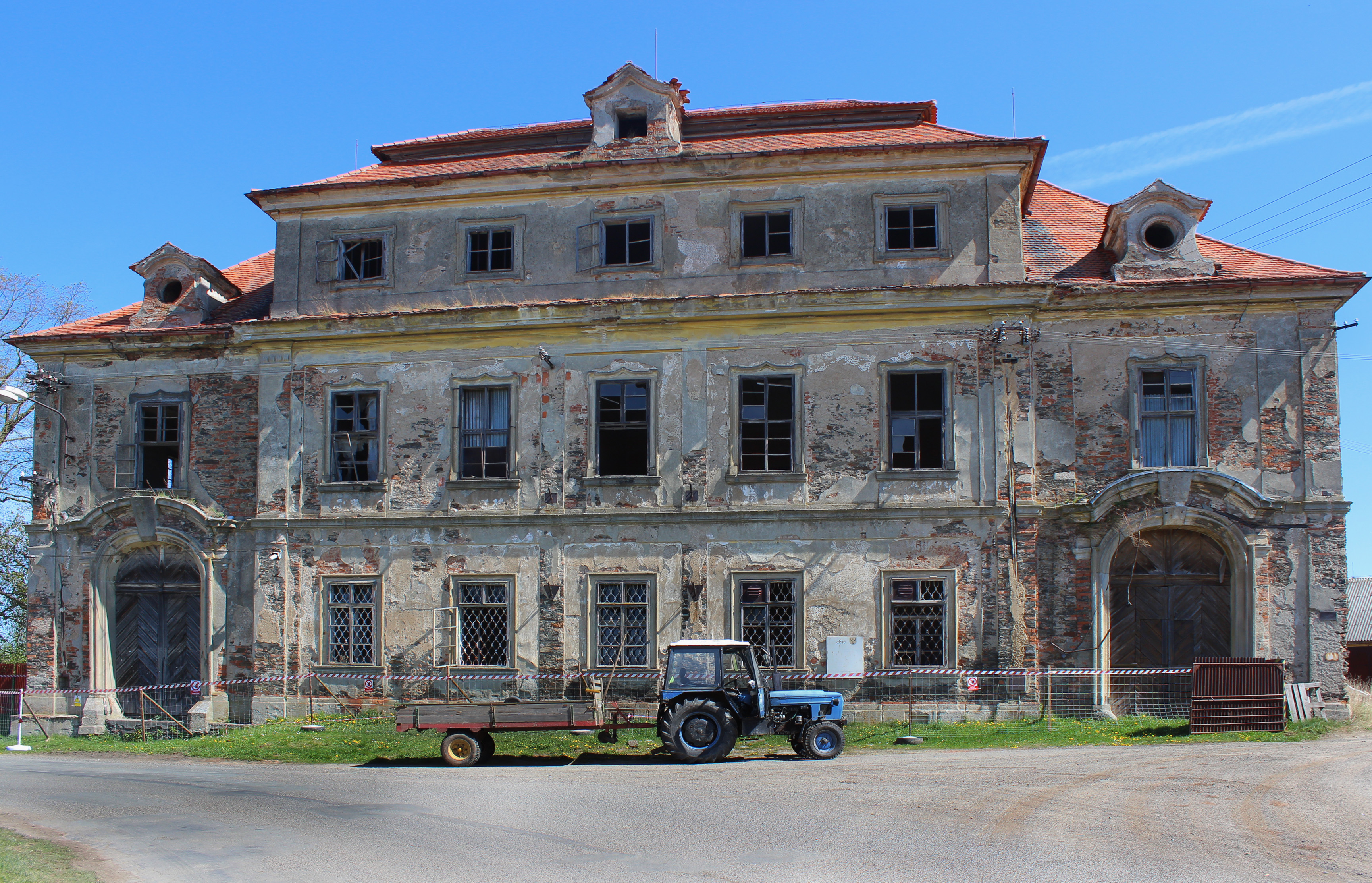
Château de Cebiv.
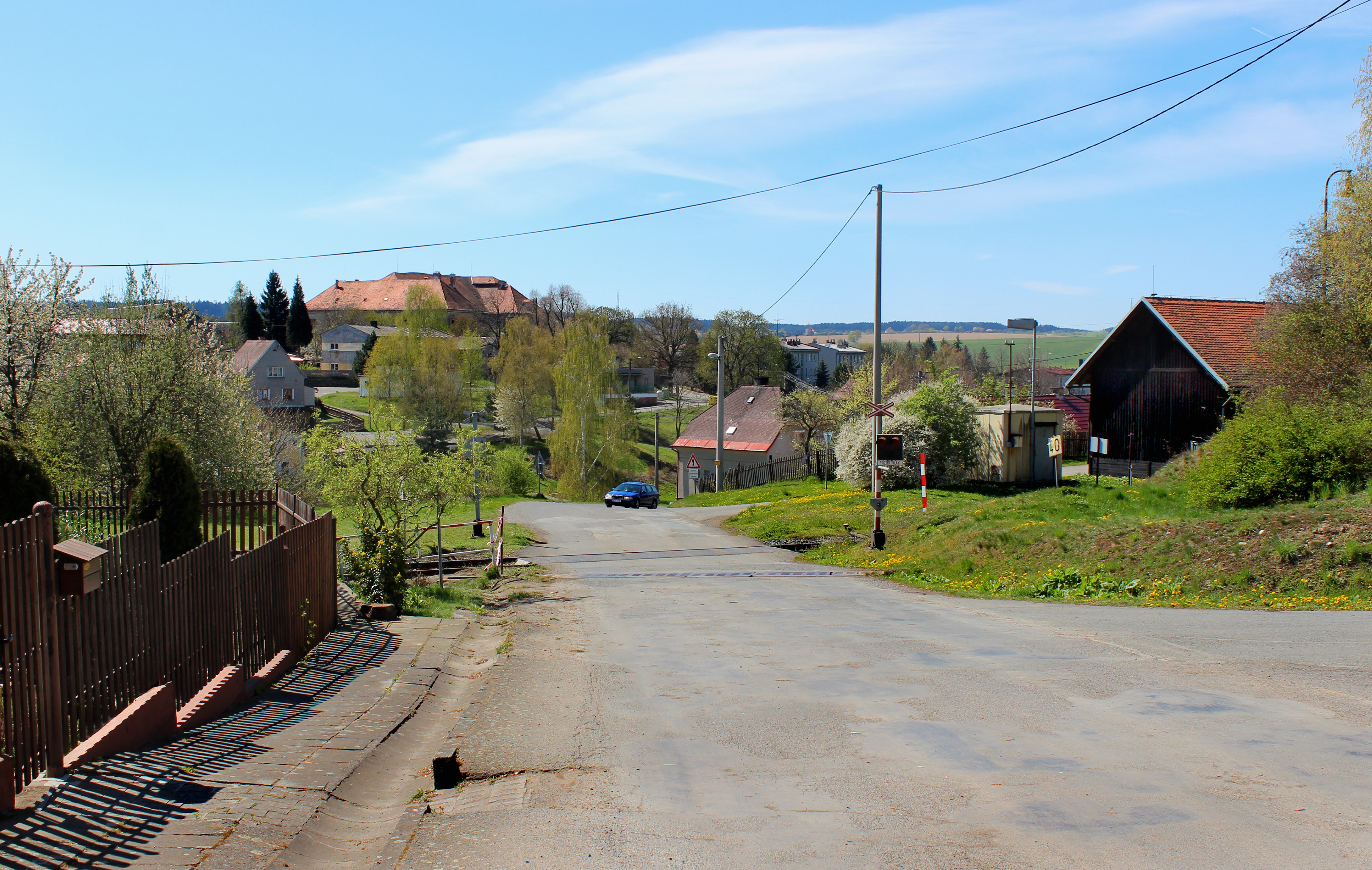
Cebiv : passage à niveau.

## Transports
Par la route, Cebiv se trouve à 11 km de Stříbro, à 37 km du centre de Tachov, à 45 km de Plzeň  et à 141 km de Prague. 